# Hubei

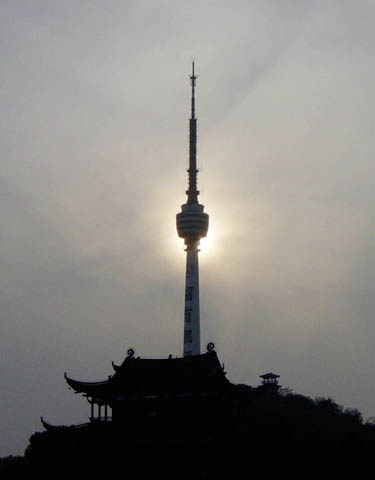
Wieża telewizyjna w Wuhanie

Hubei (wymowaⓘ; chiń. 湖北; pinyin Húběi; Wade-Giles Hu-pei; dosł. „Na Północ od Jeziora”) – prowincja Chin, położona w centralnej części kraju. Znajduje się tutaj największa na świecie zapora: Tama Trzech Przełomów.

## Historia
- 770–476 p.n.e. – Okres Wiosen i Jesieni – część terytorium państwa Chu
- 278 p.n.e. – tereny dzisiejszej prowincji przechodzą pod panowanie państwa Qin w Okresie Walczących Królestw
- 206 p.n.e. – początek panowania dynastii Han
- 589 – po okresie Dynastii Południowych i Północnych część terytorium dynastii Sui

## Przyroda
Znajduje się tu naturalne stanowisko występowania gatunku drzewa uznanego za relikt i endemit: Metasequoia glyptostroboides – metasekwoja chińska. Lokalizacja populacji: dolina rzeki Modao, występuje na obszarze o długości 25 km i szerokości ok. 1,5 km. Za naturalne uważa się rosnące tu skupienia liczące po kilkadziesiąt drzew na stokach wzgórz i wąwozów, podczas gdy drzewa rosnące na dnie doliny i przy brzegach rzek uznaje się za sadzone.